# Wiesbaden
Wiesbaden (pronunciado /ˈvi:sba:dn̩/ⓘ) es la ciudad capital del estado federado de Hesse, situada en el suroeste de Alemania, a orillas del río Rin. Se encuentra cerca de la desembocadura del Meno y frente a la ciudad de Maguncia, ubicada al otro lado del río, ya en Renania-Palatinado. Es una concurrida ciudad balnearia que gracias a sus baños termales es conocida popularmente como «la Niza del Norte». Con una población 291 169 habitantes (2021), es la segunda ciudad más grande del estado de Hesse y de la región Rin-Meno, solo superada por Fráncfort.
Al finalizar la Segunda Guerra Mundial, Wiesbaden se convirtió en la capital del recién formado Gran Hesse, creado por la administración militar estadounidense, a pesar de que Fráncfort es una ciudad más grande y alberga varias de las instituciones del estado. Sin embargo, durante la guerra, Wiesbaden había sufrido menos daños en los bombardeos aéreos. La ciudad fue sede del cuartel general de las Fuerzas Aéreas de Estados Unidos en Europa y después ha sido sede del cuartel general del Ejército de Estados Unidos en Europa.
En 2015, Wiesbaden ocupó el sexto lugar entre las ciudades más adineradas de Alemania con más de 200 000 habitantes. En 2018 la ciudad tenía un índice de poder adquisitivo superior al promedio nacional. Además son célebres sus baños termales ya que bajo sus calles fluyen 26 manantiales de aguas termales.

## Toponimia
En la época romana había un asentamiento en el centro de la actual ciudad, que se mencionó por primera vez en 121 bajo el nombre de “Aquae Mattiacorum” (en latín baño de los Matiacos). El nombre se refiere a la tribu chattish Mattiaker que se encontraba establecida en la zona. Eginardo mencionó Wisibada alrededor de 828-830, la tradición más antigua del nombre Wiesbaden.

## Historia
La historia de Wiesbaden comienza en la antigüedad. Las aguas termales de la ciudad ya eran conocidas por los romanos, quienes construyeron fortificaciones alrededor del 6 al 15 d. C. Las fuentes se describieron por primera vez en 77 d. C. en la obra Naturalis historia de Plinio el Viejo. Había un asentamiento romano llamado Aquae Mattiacorum, que fue la capital de la Civitas Mattiacorum en la provincia de Germania Superior.
Cuando en 828-830 Eginardo, el biógrafo de Carlomagno, mencionó por primera vez el nombre Wisibada ("el baño en los prados"), la localidad era una ciudad principal de Königssondergau.
Alrededor de 1170, los condes de Nassau adquirieron propiedades imperiales en y alrededor del área de la ciudad de Wiesbaden. En 1296, el rey Adolfo de Nassau fundó el monasterio Klarenthal. La ciudad era parte de la línea Nassau-Wiesbaden-Idstein hasta principios del período moderno.
Con el nombramiento de Wolf Denthener como pastor evangélico luterano, la Reforma se introdujo en Wiesbaden en 1543. Se construyeron balnearios y albergues, por lo que hacia 1550 solía haber más turistas que habitantes.

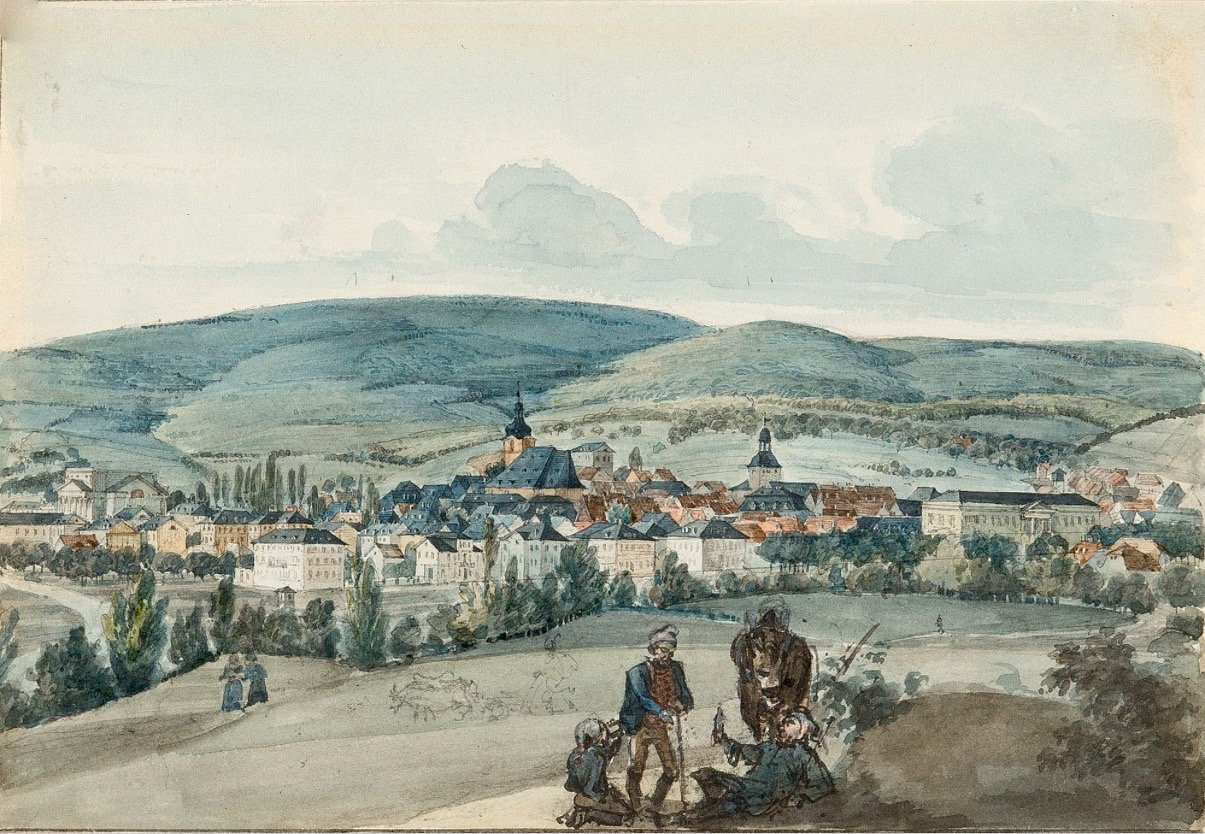
Wiesbaden en la primera mitad del

El antiguo ayuntamiento fue construido entre 1609 y 1610, siendo el edificio más antiguo de Wiesbaden que todavía existe en la actualidad. En 1744, el palacio de Biebrich se convirtió en la residencia principal de la familia Nassau, en 1806 Wiesbaden se convirtió en la sede del gobierno y capital del Ducado de Nassau. Como residencia ducal, Wiesbaden experimentó un desarrollo urbano inesperado en las siguientes décadas (Pentágono histórico, Kurhaus de Wiesbaden, palacio de la ciudad).

### Periodo prusiano
Después de la guerra austro-prusiana, Nassau fue anexionada por Prusia en 1866. El distrito administrativo de Wiesbaden se formó a partir del ducado en 1867 y Wiesbaden fue la sede de los Mainkreis, más tarde después de la división de la sede del distrito de Wiesbaden, siguió siendo una ciudad independiente. Aunque Wiesbaden había perdido su condición de ciudad residencial, la ciudad se expandió aún más como centro de spa, congresos y centro administrativo y experimentó un gran auge. La "Niza del Norte" fue visitado regularmente por Guillermo II de Alemania para la temporada de verano y pronto se llamó "Ciudad Imperial". La presencia de la corte imperial hizo que numerosos nobles, artistas y empresarios ricos llegaran a la ciudad y se establecieran allí. Se construyeron varios edificios representativos, incluido el Kurhaus Wiesbaden con su casino y la Ópera Estatal de Hesse en Wilhelmstrasse.

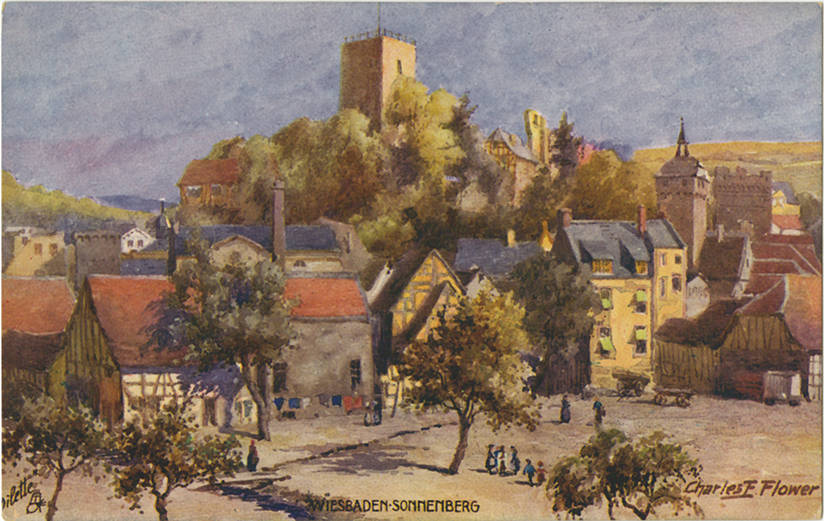
Wiesbaden hacia comienzos del

Debido al fuerte crecimiento de la población hasta principios del siglo XX a más de 100 000 habitantes, fueron necesarias extensiones extensas de la ciudad. Se crearon numerosas áreas urbanas nuevas con edificios representativos en el estilo del clasicismo, el historicismo y el modernismo. Durante este tiempo, Wiesbaden se convirtió en la ciudad con más millonarios en Alemania gracias a las familias adineradas y grandes empresas que se establecieron allí.
Al final de la Primera Guerra Mundial, la época de Wiesbaden como ciudad balneario popular llegó a su fin. En 1918 fue ocupada por el ejército francés, y en 1921 se concluyó el Acuerdo de Wiesbaden sobre pagos de reparación alemanes a Francia. En 1925, Wiesbaden se convirtió en la sede del ejército británico del Rin y permaneció así hasta que las potencias ocupantes abandonaron Renania en 1930.
Desde 1933, se han establecido varias oficinas del régimen nazi en la ciudad, incluido el XII Comando General del Ejército en octubre de 1936. La organización Lebensborn administro en la ciudad un hogar de niños Taunus de 1939 a 1945. El 10 de noviembre de 1938, durante la Noche de los Cristales Rotos, fue destruida la gran sinagoga de Michelsberg, construida al estilo árabe por Philipp Hoffmann.
Durante la Alemania nazi, Ludwig Beck estuvo involucrado en el intento de asesinato contra Adolf Hitler el 20 de julio de 1944 y lo pagó con su vida. En su honor, la ciudad otorga anualmente el Premio Ludwig Beck al mérito cívico. Martin Niemöller, luchador de la resistencia y ciudadano honorario de Wiesbaden, pronunció el último sermón en la Marktkirche antes de su arresto.
Durante la Segunda Guerra Mundial, Wiesbaden experimentó por primera vez una serie de bombardeos aliados. El ataque con bomba más pesado ocurrió en la noche del 2 al 3 de febrero de 1945 fue realizado por la Real Fuerza Aérea británica, en el que 1000 personas murieron y 28 000 quedaron sin hogar y, además, fueron destruidos 550 edificios y otros 450 resultaron gravemente dañados.
El 28 de marzo de 1945, Wiesbaden fue ocupada sin lucha por tropas del Tercer Ejército de los Estados Unidos.

### Desde el final de la Segunda Guerra Mundial

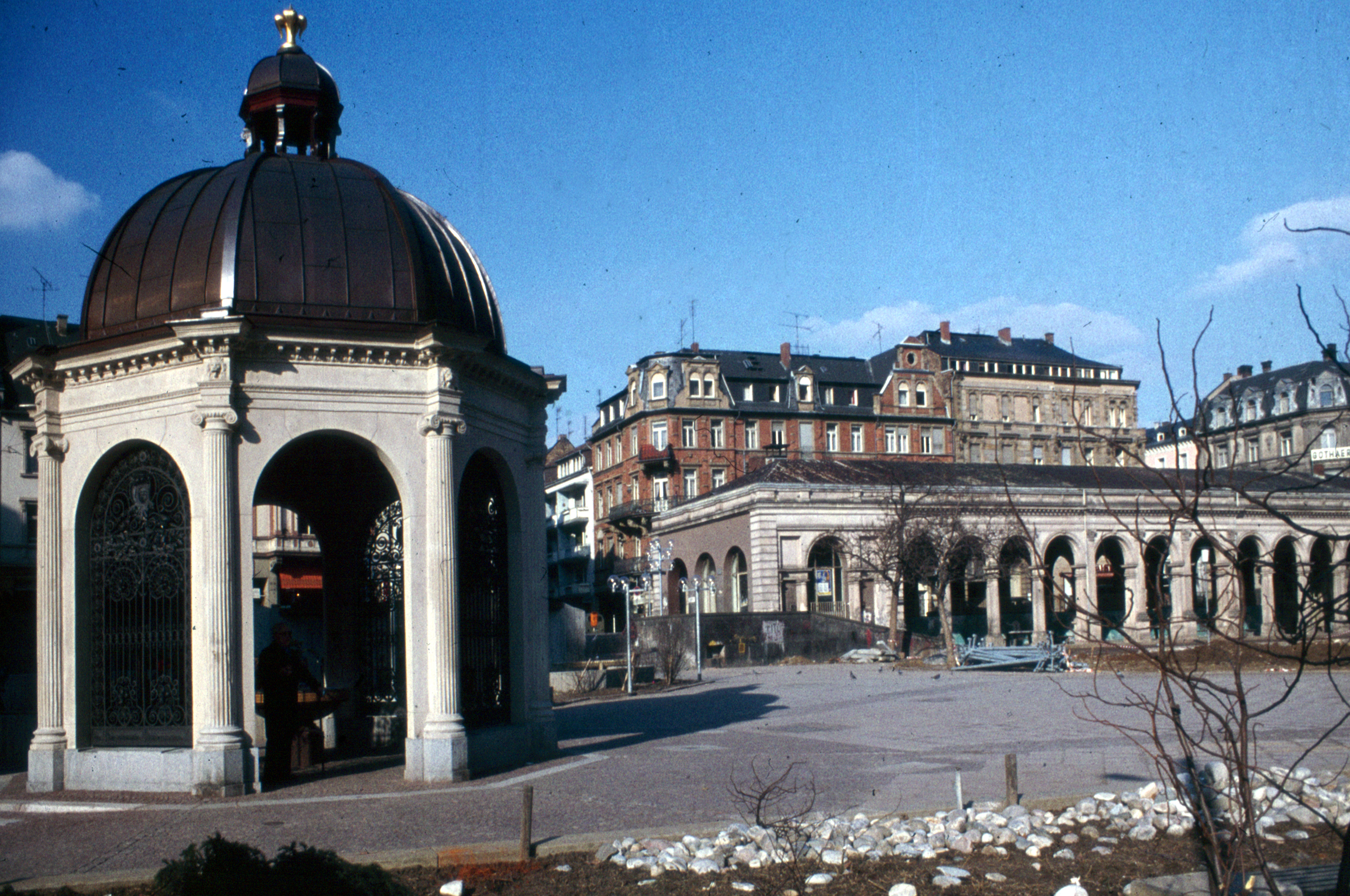
Vista de una plaza de la ciudad en 1978

Los suburbios militares de Amöneburg, Kastel y Kostheim en la orilla derecha del Rin fueron asignados al distrito de la ciudad de Wiesbaden por orden del gobierno militar, que se convirtió en la causa de la rivalidad de hoy entre Maguncia y Wiesbaden. El general estadounidense Dwight D. Eisenhower fundó el estado del Gran Hesse del que Wiesbaden se convirtió en la capital el 12 de octubre de 1945, estatus que conservó después de la fundación del estado de Hesse el 1 de diciembre de 1946.
Desde 1948, la base aérea de los Estados Unidos cerca de Wiesbaden-Erbenheim fue uno de los ocho aeropuertos que suministró alimentos a través de un puente aéreo a Berlín Occidental durante el bloqueo soviético del 24 de junio de 1948 al 12 de mayo de 1949. En diciembre de 1952, Wiesbaden recibió la designación de "capital del Estado" por el ministro del Interior de Hesse.
En 1957, el Rhein-Main-Hallen se abrió como centro de ferias comerciales y en la década de 1960 se construyeron las primeras urbanizaciones de gran altura en Graeselberg, Klarenthal y Schelmengraben. Después de que ZDF eligió a Maguncia como su sede en 1961, pero a falta de espacio disponible, Wiesbaden se convirtió en la sede social provisional del nuevo estudio de televisión.

## Política
| Partido / Lista  | Porcentaje | Dif. | Escaños |
| ---------------- | ---------- | ---- | ------- |
| Los Verdes       | 19,1       | +7,0 | 16      |
| CDU              | 32,7       | −3,5 | 27      |
| SPD              | 28,9       | -1,3 | 23      |
| FDP              | 5,0        | -4,0 | 3       |
| Die Linke        | 4,1        | +0,8 | 3       |
| BLW              | 3,8        | +0,1 | 3       |
| Los Republicanos | 2,2        | -2,8 | 2       |
| Partido Pirata * | 2,1        | +2,1 | 2       |
| Otro Partes      | 2,1        | +1,6 | 2       |

La estructura administrativa de Wiesbaden se basa en el código municipal de Hesse y el estatuto principal del 24 de marzo de 1969, modificado por última vez el 12 de julio de 2006. A partir de entonces, el concejo municipal como el máximo órgano de autogobierno local consta de 81 concejales elegidos por los ciudadanos de la ciudad. El magistrado, como órgano ejecutivo, se encarga de la administración diaria de la ciudad y consta de trece consejeros municipales voluntarios y hasta seis a tiempo completo.
El estatuto principal regula la división de la ciudad en 26 distritos y también los límites de los cinco distritos formados en Wiesbaden-Alt, así como el tamaño de los consejos locales que serán elegidos por los ciudadanos. Además, se establece una junta asesora para extranjeros con 31 miembros.

### Alcaldes
El ayuntamiento es el representante municipal de la ciudad de Wiesbaden. Los ciudadanos deciden la asignación de 81 escaños cada cinco años.
Los alcaldes desde 1849:

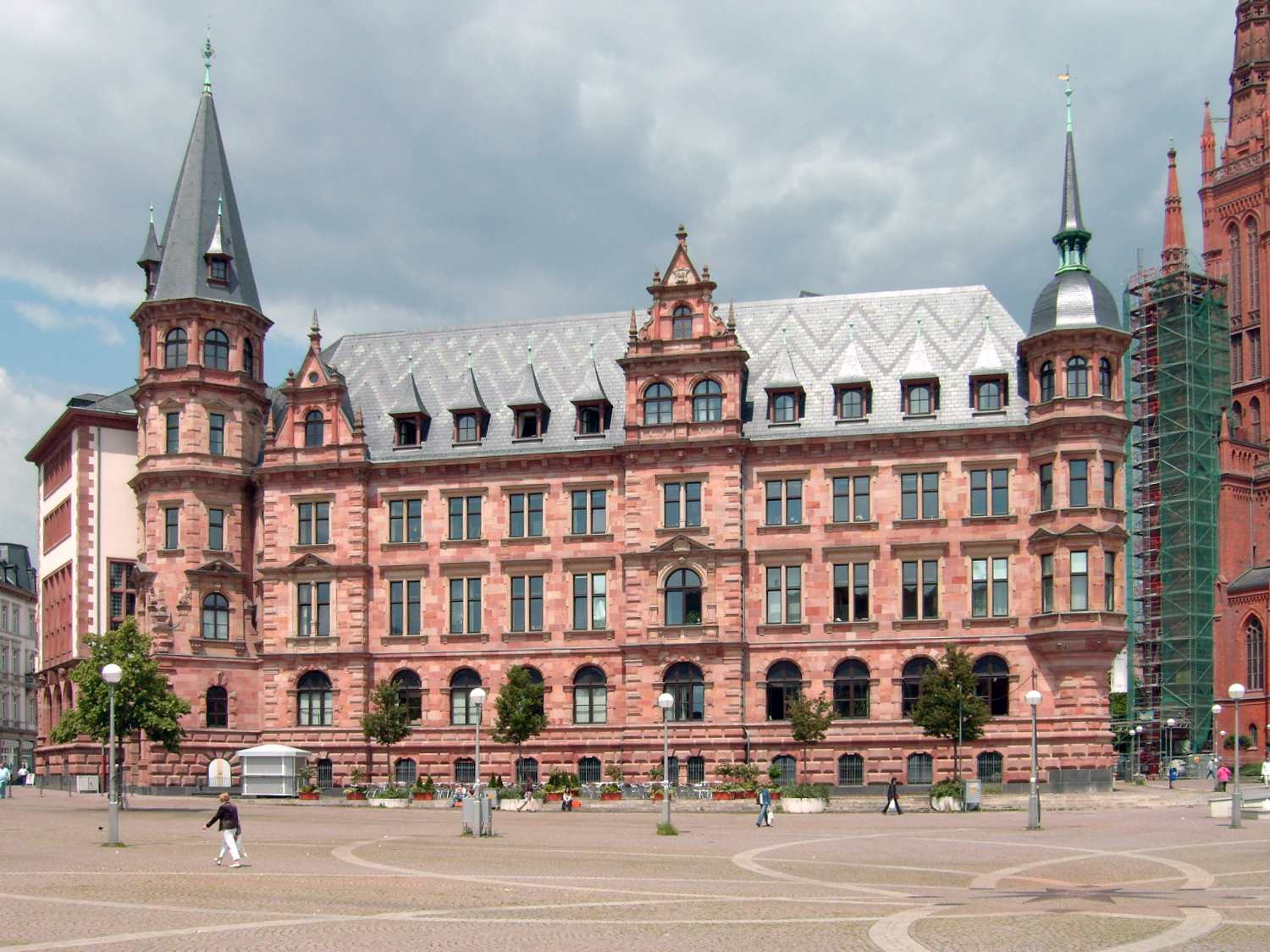
Nuevo Ayuntamiento.

| - 1849–1868: Heinrich Fischer - 1868–1882: Wilhelm Lanz - 1882–1883: Christian Schlichter - 1883–1913: Carl Bernhard von Ibell - 1913–1919: Karl Glässing - 1919–1929: Fritz Travers (DVP) - 1930–1933: Georg Krücke (DVP) - 1933–1937: Alfred Schulte (NSDAP) - 1937–1945: Erich Mix (NSDAP) - 1945–1946: Georg Krücke (FDP) - 1946–1953: Hans Heinrich Redlhammer (CDU) | - 1954–1960: Erich Mix (FDP) - 1960–1968: Georg Buch (SPD) - 1968–1980: Rudi Schmitt (SPD) - 1980–1982: Georg-Berndt Oschatz (CDU) - 1982–1985: Hans-Joachim Jentsch (CDU) - 1985–1997: Achim Exner (SPD) - 1997–2007: Hildebrand Diehl (CDU) - 2007-2013: Helmut Müller (CDU) - 2013-2019: Sven Gerich (SPD) - desde 2019: Gert-Uwe Mende (SPD) |

## Geografía
Está ubicada a orillas del río Rin, limita al norte con el distrito de Rheingau-Taunus, al este con el distrito de Meno-Taunus, al sur con la ciudad de Maguncia y al suroeste con el distrito de Groß-Gerau.
Con una superficie de 203,90 km², es la segunda ciudad más grande de Hesse. Su punto más alto (608 metros sobre el nivel del mar) se alcanza en la montaña Hohe Wurzel, área natural protegida de la ciudad. El más bajo, 83 metros, se sitúa en el distrito sur de Schierstein.

### Naturaleza
El parque natural de Rhein-Taunus comienza en las afueras del norte de Wiesbaden e incluye aproximadamente 5800 hectáreas de bosques cerca de la ciudad. El parque natural es el hogar de las mayores concentración autóctona del gato montés europeo y de la culebra de Esculapio en Hesse. Además, el bosque ofrece uno de los mejores medios de subsistencia para el ciervo volante y, por lo tanto, es un área protegida Natura 2000. Además, se estima que 7000 especies animales, en su mayoría insectos, viven en el bosque o en las afueras del mismo.

## Clima
| Parámetros climáticos promedio de Wiesbaden | Parámetros climáticos promedio de Wiesbaden | Parámetros climáticos promedio de Wiesbaden | Parámetros climáticos promedio de Wiesbaden | Parámetros climáticos promedio de Wiesbaden | Parámetros climáticos promedio de Wiesbaden | Parámetros climáticos promedio de Wiesbaden | Parámetros climáticos promedio de Wiesbaden | Parámetros climáticos promedio de Wiesbaden | Parámetros climáticos promedio de Wiesbaden | Parámetros climáticos promedio de Wiesbaden | Parámetros climáticos promedio de Wiesbaden | Parámetros climáticos promedio de Wiesbaden | Parámetros climáticos promedio de Wiesbaden |
| Mes                                         | Ene.                                        | Feb.                                        | Mar.                                        | Abr.                                        | May.                                        | Jun.                                        | Jul.                                        | Ago.                                        | Sep.                                        | Oct.                                        | Nov.                                        | Dic.                                        | Anual                                       |
| ------------------------------------------- | ------------------------------------------- | ------------------------------------------- | ------------------------------------------- | ------------------------------------------- | ------------------------------------------- | ------------------------------------------- | ------------------------------------------- | ------------------------------------------- | ------------------------------------------- | ------------------------------------------- | ------------------------------------------- | ------------------------------------------- | ------------------------------------------- |
| Temp. máx. media (°C)                       | 4                                           | 6                                           | 11                                          | 15                                          | 20                                          | 23                                          | 25                                          | 25                                          | 20                                          | 14                                          | 8                                           | 5                                           | 14.7                                        |
| Temp. mín. media (°C)                       | -1                                          | -1                                          | 2                                           | 5                                           | 9                                           | 12                                          | 14                                          | 14                                          | 11                                          | 7                                           | 3                                           | 1                                           | 6.4                                         |
| Precipitación total (mm)                    | 48                                          | 41                                          | 46                                          | 41                                          | 55                                          | 68                                          | 66                                          | 63                                          | 49                                          | 49                                          | 57                                          | 55                                          | 638                                         |
| Días de precipitaciones (≥ 0.1)             | 10                                          | 8                                           | 8                                           | 9                                           | 10                                          | 10                                          | 10                                          | 10                                          | 8                                           | 8                                           | 10                                          | 10                                          | 111                                         |
| Fuente: sonnenlaender.de                    |                                             |                                             |                                             |                                             |                                             |                                             |                                             |                                             |                                             |                                             |                                             |                                             |                                             |

## Demografía

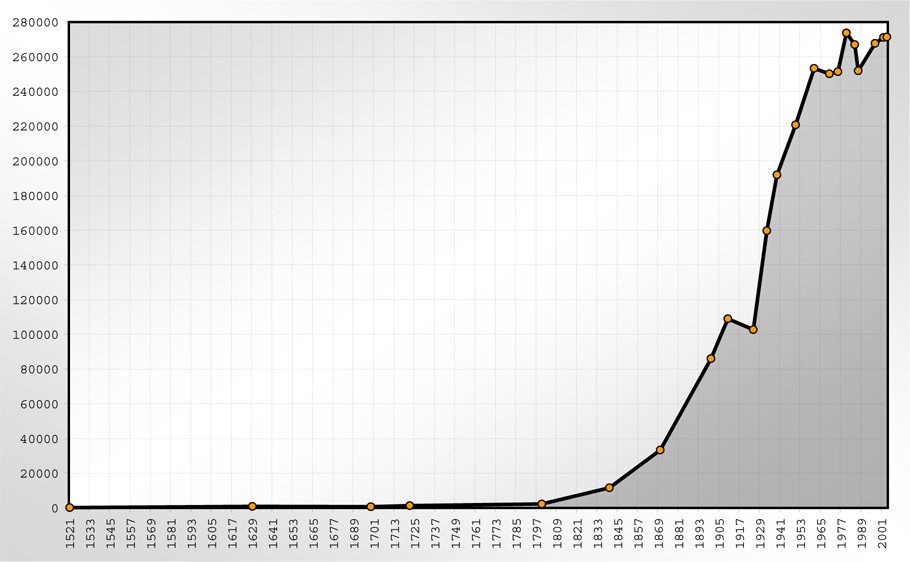
Evolución de la población de Wiesbaden.

La ciudad está dividida en 26 distritos: 5 distritos internos y 21 distritos exteriores. Los 21 exteriores fueron incorporados a la ciudad en cuatro fases, entre 1926 y 1977. El antiguo derecho Maguncia distritos Amöneburg, Kastel y Kostheim han pertenecido a Wiesbaden desde 1945.

Distritos de Wiesbaden

En 1521 el número de habitantes censados era únicamente 192, en 1722 alcanzó los 1329, superando los 2000 en 1800. Durante los siglos XIX y XX el ascenso fue considerable, superando los 30 000 habitantes en 1867 y los 100 000 en 1925. Al finalizar la Segunda Guerra Mundial en 1945, la población alcanzó los 170 000 habitantes y en el 2000 llegó a los 270 000.
El desarrollo de población muestra que la ciudad creció en forma importante entre la industrialización y el final de la II Guerra Mundial. De 1800 a 1939 aumentó la población de 2239 habitantes a 191 955. Esto se debe a las facilidades económicas que se presentan en la ribera del Rin y la cercanía con el Ruhr. Después de la Segunda Guerra Mundial, el incremento de la población de Wiesbaden se debió a la emigración de alemanes de la zona este y a la inmigración extranjera. En 2002 el porcentaje de habitantes extranjeros alcanzaba el 17,5 %, algo inferior al porcentaje de Fráncfort del Meno (26,4 %) y Offenbach (31,2 %). Sin embargo, el número de extranjeros en Wiesbaden aumentó un 55 % desde 1980.
| Distrito        | Área (km²) | Población | Población/km² | Extranjero (%) | Poder adquisitivo |
| --------------- | ---------- | --------- | ------------- | -------------- | ----------------- |
| Mitte           | 1,53       | 21.277    | 13.907        | 26,4           | 22.455 €          |
| Nordost         | 19,44      | 22.614    | 1.162         | 12,0           | 24.803 €          |
| Rheingauviertel | 2,47       | 24.434    | 8.247         | 22,2           | 21.468 €          |
| Südost          | 6,62       | 18.353    | 2.776         | 15,2           | 27.547 €          |
| Westend         | 0,67       | 16.945    | 25.291        | 28,6           | 21.573 €          |

| Nr. | Distrito              | Área (km²) | Población | Población/km² | Extranjeros | Extranjeros (%) |
| --- | --------------------- | ---------- | --------- | ------------- | ----------- | --------------- |
| 32  | Auringen              | 3,12       | 3.411     | 1.093         | 234         | 6,9             |
| 14  | Biebrich              | 12,99      | 38.823    | 2.989         | 9.599       | 24,7            |
| 12  | Bierstadt             | 9,22       | 12.600    | 1.367         | 1.755       | 13,9            |
| 34  | Breckenheim           | 6,40       | 3.412     | 533           | 212         | 6,2             |
| 26  | Delkenheim            | 7,43       | 5.133     | 691           | 821         | 16,0            |
| 16  | Dotzheim              | 18,27      | 27.317    | 1.495         | 5.194       | 19,0            |
| 13  | Erbenheim             | 11,27      | 9.931     | 881           | 2.216       | 22,3            |
| 28  | Frauenstein           | 10,65      | 2.345     | 220           | 177         | 7,5             |
| 22  | Heßloch               | 1,54       | 695       | 451           | 57          | 8,2             |
| 24  | Igstadt               | 7,26       | 2.189     | 302           | 122         | 5,6             |
| 07  | Klarenthal            | 6,13       | 10.562    | 1.723         | 2.015       | 19,1            |
| 23  | Kloppenheim           | 5,39       | 2.330     | 432           | 185         | 7,9             |
| 51  | Maguncia-Amöneburg    | 3,71       | 1.597     | 430           | 490         | 30,7            |
| 52  | Maguncia-Kastel       | 9,51       | 13.411    | 1.410         | 3.542       | 26,4            |
| 53  | Maguncia-Kostheim     | 9,53       | 14.209    | 1.491         | 2.862       | 20,1            |
| 33  | Medenbach             | 4,47       | 2.466     | 552           | 240         | 9,7             |
| 01  | Mitte                 | 1,53       | 22.152    | 14.478        | 6.653       | 30,0            |
| 31  | Naurod                | 10,99      | 4.435     | 404           | 257         | 5,8             |
| 25  | Nordenstadt           | 7,73       | 7.861     | 1.017         | 841         | 10,7            |
| 02  | Nordost               | 19,44      | 23.049    | 1.186         | 3.224       | 14,0            |
| 21  | Rambach               | 9,92       | 2.203     | 222           | 230         | 10,4            |
| 06  | Rheingauviertel       | 2,47       | 22.001    | 8.907         | 5.093       | 23,1            |
| 27  | Wiesbaden-Schierstein | 9,43       | 10.235    | 1.085         | 1.538       | 15,0            |
| 11  | Sonnenberg            | 8,34       | 8.131     | 975           | 769         | 9,5             |
| 03  | Südost                | 6,62       | 21.033    | 3.177         | 4.375       | 20,8            |
| 08  | Westend               | 0,67       | 18.134    | 27.066        | 5.898       | 32,5            |

### Religión
Al 31 de diciembre de 2009, 78 007 (28 %) de habitantes de la ciudad pertenecían a la Iglesia Evangélica y 65 495 (24 %) pertenecían a la Iglesia católica, mientras 29 370 (11 %) eran musulmanes, el 37 % restante pertenecía a otras religiones o ninguna religión. En 1987 había 9795 musulmanes (4 %) viviendo en Wiesbaden. Esto convierte a los musulmanes en la comunidad religiosa de más rápido crecimiento. La proporción de católicos y protestantes ha disminuido gradualmente en las últimas décadas, del 84% en 1970, más del 75 %, 55 % y 52 % en 1987, 2005 y 2009, al 47.5 % en 2014, uno grande minoritaria. Al mismo tiempo, también dentro de las denominaciones cristianas, se ha desarrollado una gran diversidad religiosa: 10 700 miembros potenciales tienen las comunidades ortodoxa rusa y griega ortodoxa, así como las comunidades ortodoxas sirias. Los “Suryoye” (también conocidos como asirios, arameos o caldeos) están representados con 7450 miembros en Wiesbaden y sus alrededores. De ellos, 7000 pertenecen a la Iglesia ortodoxa de Siria, los restantes son seguidores de la Iglesia asiria del Oriente.

## Economía

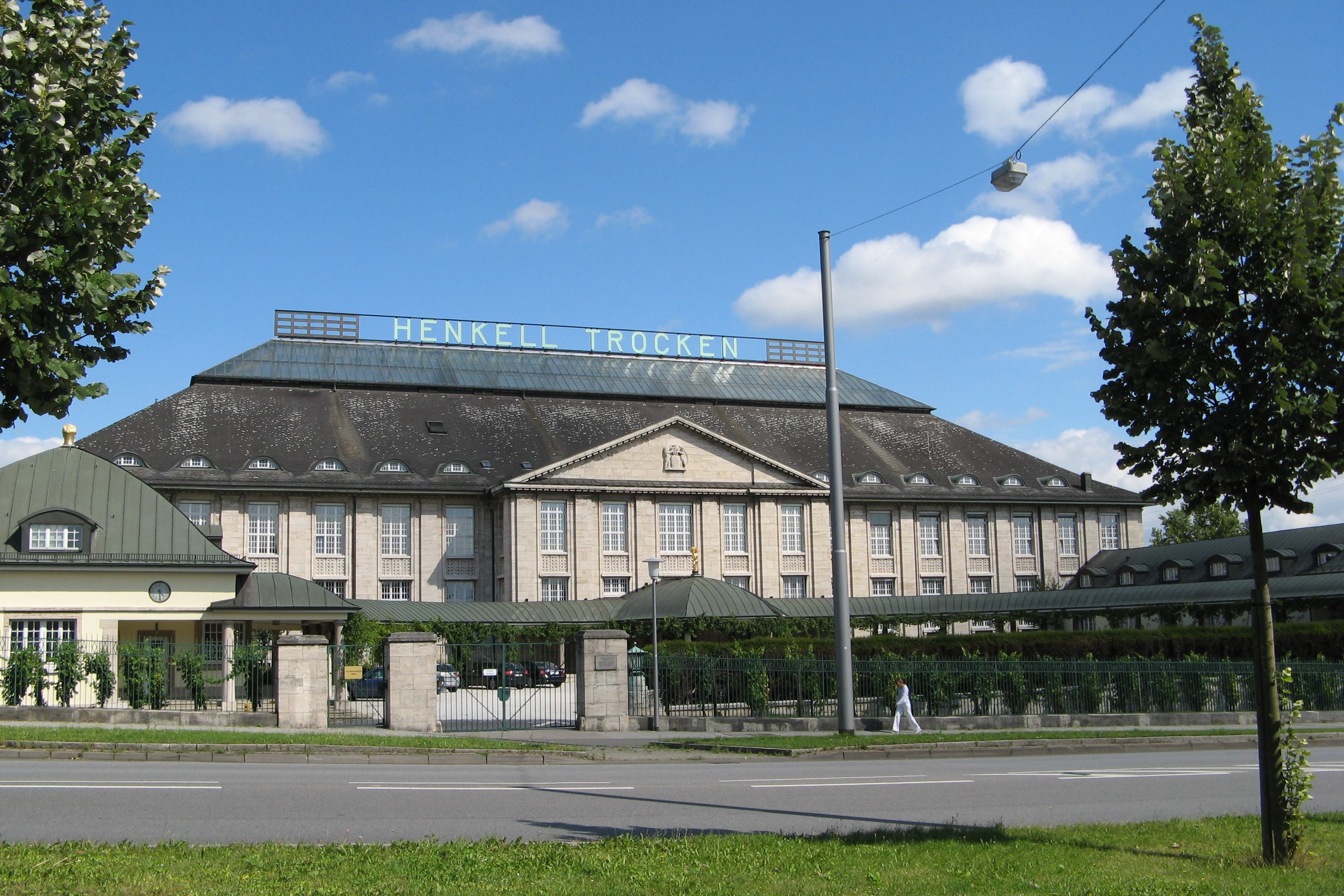
Fábrica de vinos espumosos de Henkell & Co.

Wiesbaden está ubicada dentro de la próspera región Rin-Meno. Con aproximadamente 77 500 € per cápita, Wiesbaden cuenta con el segundo mayor producto interior bruto por habitante de Hesse, por detrás de Fráncfort, lo que la convierte en una de las ciudades más ricas de Alemania.

### Empresas y organizaciones
Wiesbaden alberga múltiples empresas multinacionales, que han fijado su sede alemana o europea en la ciudad, como por ejemplo, Abbott, CSC, Ferrari, Federal-Mogul, Melbourne IT, Norwegian Cruise Line o SCA. Varias grandes empresas alemanas también tienen su sede central en Wiesbaden, como SGL Carbon, Aareal Bank, Dyckerhoff, Kion, DBV-Winterthur y R + V Versicherung. En Wiesbaden, se encuentra el "Industriepark Kalle-Albert", ubicado en la parte sur de la Biebrich, que constituye unos de los parques industriales más grandes de Alemania, con más de ochenta empresas farmacéuticas y químicas, entre las que se incluyen Agfa-Gevaert, Clariant, Mitsubishi Chemical Corporation y Shin-Etsu Chemical. El parque fue fundado por la compañía química Hoechst AG en 1997. El vino espumoso (el "Sekt" alemán), con Söhnlein y Henkell & Co.. Como capital del estado, también se encuentran en Wiesbaden un buen número de ministerios de Hesse. Es centro de las industrias editorial y cinematográfica del país y sede de la Biblioteca Nacional de Alemania.
La Oficina Federal de Estadística (StBA) tiene su sede central en Wiesbaden. Este organismo trabaja estrechamente con Eurostat, la oficina estadística de la Comisión Europea que produce datos sobre la Unión Europea. También la Oficina Federal de Investigación Criminal (BKA) tiene su sede central aquí. En ella se encuentra radicada una de las más importantes bases militares estadounidenses en Alemania, que acoge al Quinto Cuerpo de Ejército del Ejército de los Estados Unidos. También alberga algunos reputados centros universitarios de Alemania.

### Turismo

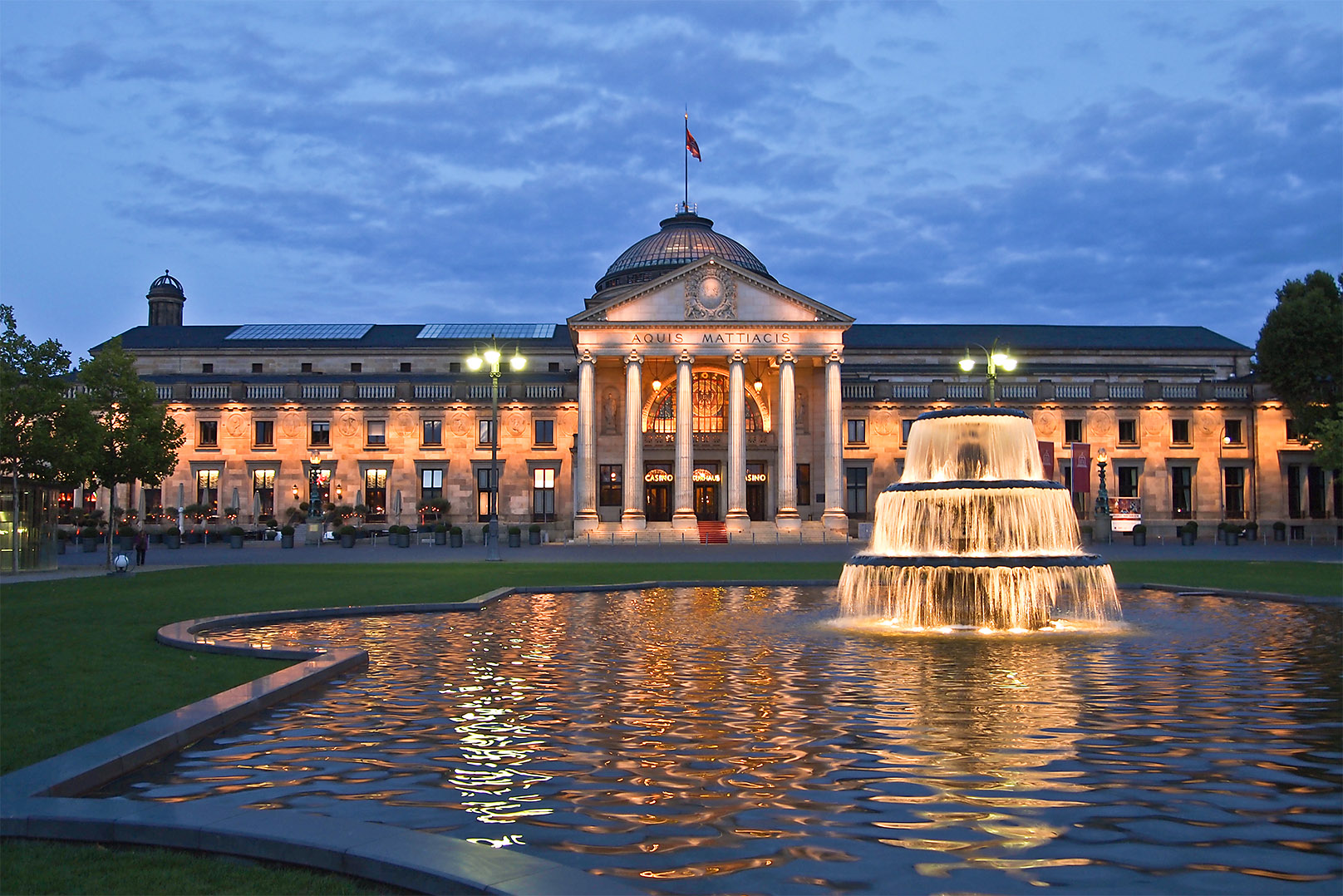
Kurhaus (Kursaal).

El turismo, combinado con su función de spa, centro de congresos y capital del estado, ofrece un factor económico no despreciable, incluso si no es un elemento determinante. El número de pernoctaciones en 2016 fue de 1,25 millones. El número de turistas diarios es de alrededor de 11 millones. En el 2004 Wiesbaden fue sede de la conferencia internacional “Nano2004“. Aproximadamente 7133 camas están disponibles en 77 hoteles y casas de huéspedes. El albergue juvenil de Elsässer Platz es uno de los más grandes de Alemania y cuenta con 220 camas. También hay tres cámpines con 6400 invitados o 11 800 pernoctaciones por año.
Entre otras cosas, Wiesbaden es famosa por sus numerosas aguas termales salinas, que se utilizan para una variedad de tratamientos. Se utilizan principalmente para enfermedades reumáticas y catarros del sistema respiratorio. La aplicación se realiza principalmente a través de tratamientos de spa y terapia de ejercicios, así como beber curas y nadar en aguas termales. En el centro de la ciudad todavía hay 14 aguas termales con temperaturas entre 46 y 66 °C. Con un rendimiento de alrededor de 2 millones de litros por día, Wiesbaden es el segundo spa alemán más económico (en comparación: Aquisgrán ocupa el primer lugar con 3,5 millones de litros por día). Los baños han estado en funcionamiento en la ciudad desde la época de los romanos, y algunas de las fuentes originales todavía están abiertas al público hoy, como el Kochbrunnen (66 °C), que es la fuente más productiva con casi 500 000 litros por día.
Eventos culturales
Cada año tienen lugar en la ciudad los siguientes eventos:
- Febrero - marzo: "Karneval" (Carnaval)
- Mayo:
  - GoEast, festival de cine.[36]
  - "Internationale Maifestspiele Wiesbaden" a "Internationales Pfingstturnier"
- Junio: "Wilhelmstraßenfest"
- Julio: "Schiersteiner Hafenfest"
- Agosto: "Rheingauer Weinwoche" a "Folklore-Festival"
- Septiembre: "Taunusstraßenfest"
- Octubre: "Andreasmarkt" y "Oktoberfest"
- Noviembre: "exground filmfest"
- Diciembre: "Sternschnuppenmarkt" (Mercado navideño)

## Transporte
Wiesbaden se encuentra a 45 minutos en S-Bahn desde el aeropuerto de Fráncfort del Meno.

## Educación

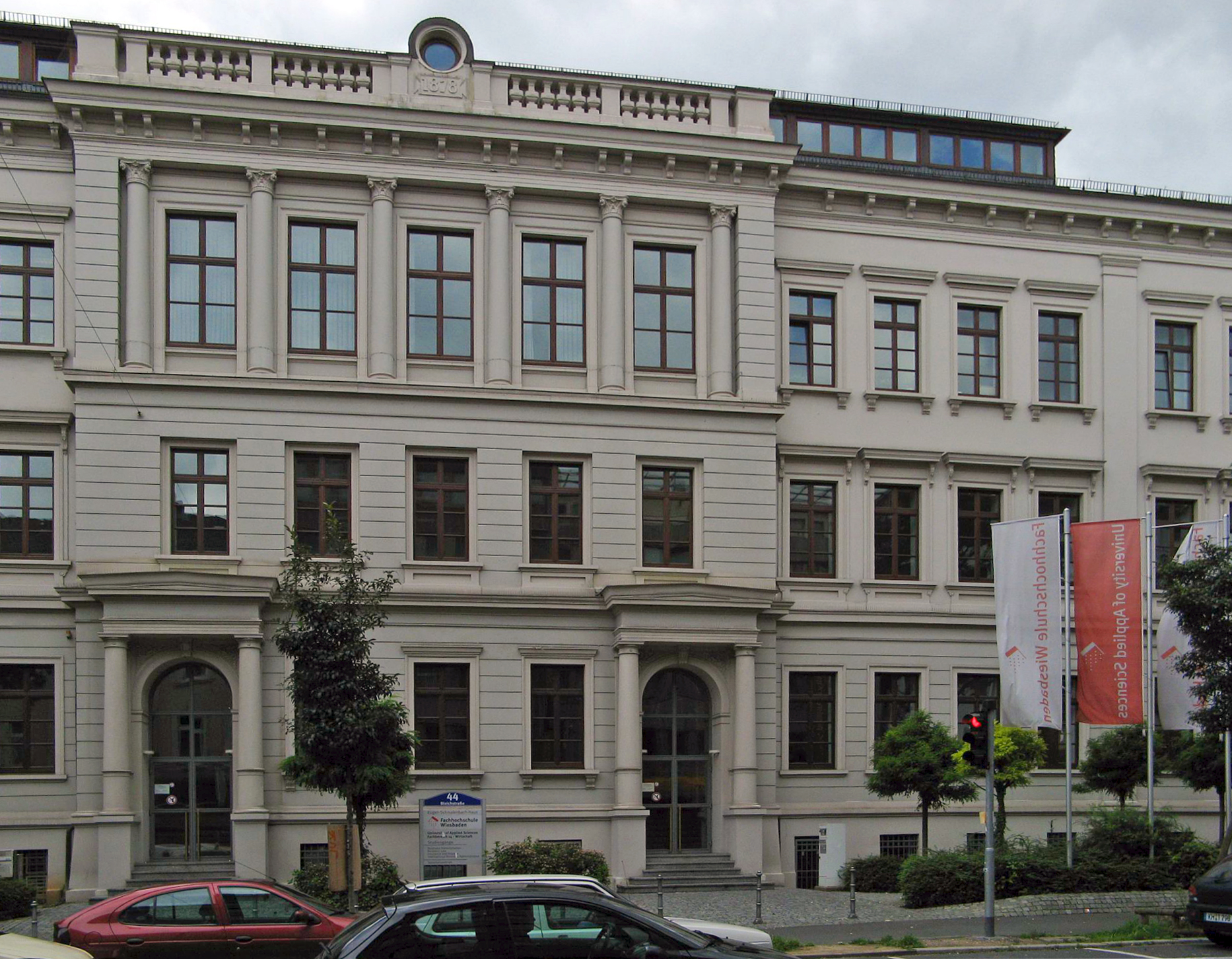
Universidad de Ciencias Aplicadas de Rin-Meno.

Wiesbaden acoge la Universidad de Ciencias Aplicadas de Rin-Meno fundada en 1971 a través de la fusión de las escuelas de ingeniería en Geisenheim, Idstein y Rüsselsheim am Main convirtiéndose en una universidad estatal en el estado de Hesse. Del total de alrededor de 12 800 estudiantes de la universidad, alrededor de 9150 estudian en Wiesbaden.
Cuando la European Business School (EBS), ubicada en Oestrich-Winkel y Wiesbaden, abrió una segunda facultad (la EBS Law School) en junio de 2010, cambió su nombre a EBS University for Business and Law. Alrededor de 1800 estudiantes están matriculados en el EBS. Con el inicio de la enseñanza en la Facultad de Derecho en septiembre de 2011, el Ministerio de Ciencia y Arte de Hesse le otorgó a la Universidad de Economía y Derecho de EBS el reconocimiento de universidad. La capital del estado, Wiesbaden, se convirtió así en una ciudad universitaria. La Universidad de Economía y Derecho de EBS ha recibido la acreditación institucional del Consejo de Ciencias.
La oferta educativa está apoyada en más de cien escuelas estatales y privadas. Además de 40 escuelas primarias, hay 23 escuelas vocacionales, doce escuelas secundarias, siete escuelas secundarias, nueve escuelas especiales.

## Urbanismo
La Schlossplatz (en español «plaza del palacio») está situada en el centro de la ciudad de Wiesbaden. El parque Spa (Kurpark) es un parque público y una de las atracciones turísticas más importantes de la ciudad.

## Arquitectura

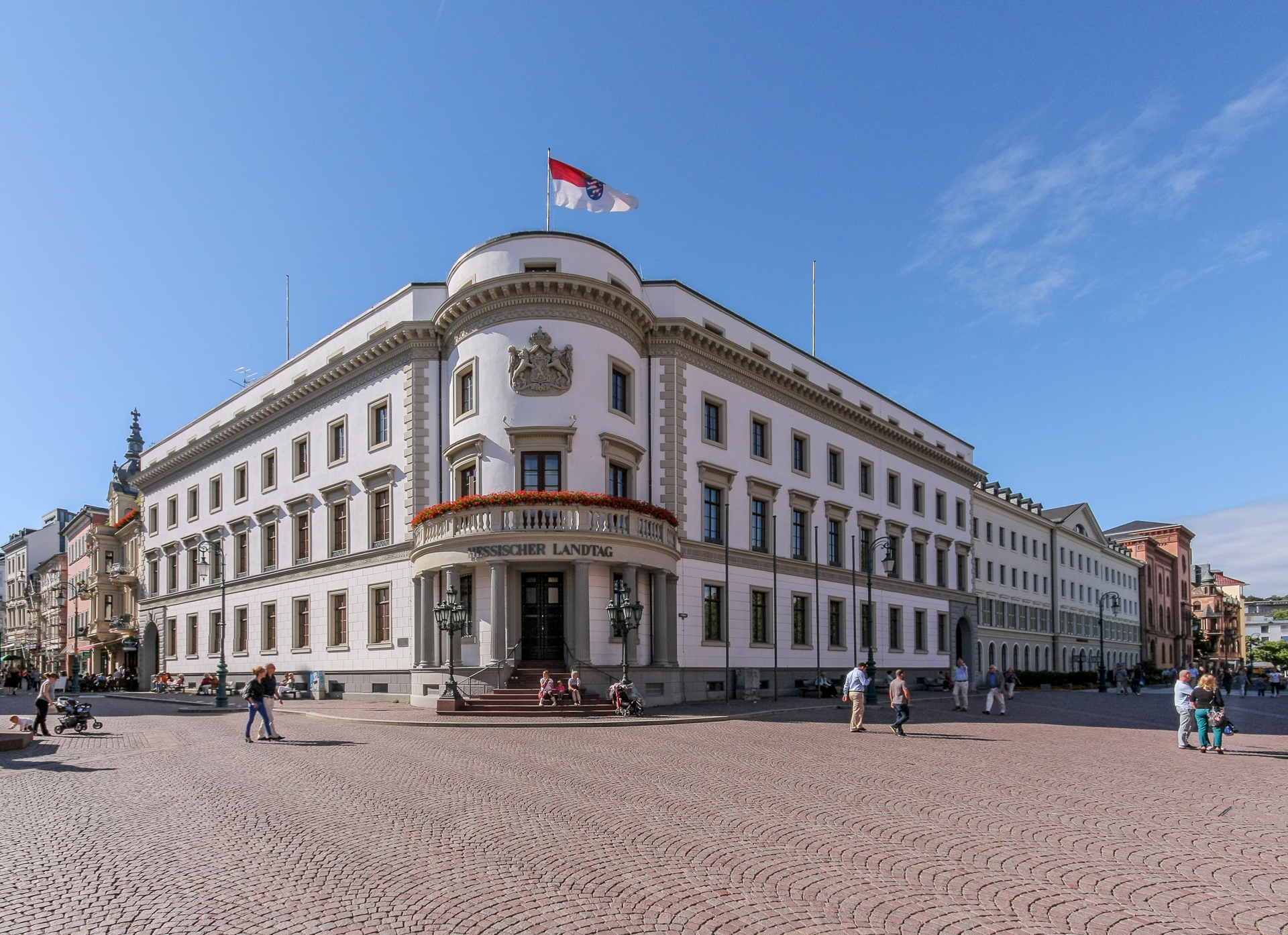
palacio de Wiesbaden

- El Kurhaus es un edificio que alberga el lujoso y famoso casino de Wiesbaden. Fue construido a principios del siglo XX, entre 1905 y 1907, por Friedrich von Thiersch y en el interior destacan las salas en las que se celebran conciertos, galas, bailes, etc.[39]
- El palacio de Wiesbaden (Stadtschloss) es un edificio construido a finales del siglo XIX. Se trata de un palacio urbano de estilo clasicista. Está situado en el Schlossplatz (Wiesbaden). Desde 1946 es la sede del Landtag de Hesse.
- Marktkirche o iglesia del Mercado. Es un templo luterano construido en estilo neogótico entre 1853 y 1862. La fachada de ladrillo rojo adquiere unos delicados matices cuando recibe la luz del atardecer.
- Bonifatiuskirche o iglesia de San Bonifacio. Es un templo católico construido en el siglo XIX en estilo neogótico.
- Palacio de Biebrich (en alemán: Schloss Biebrich). Está situado en el distrito municipal de Biebrich, fue la residencia de los duques de Nassau entre 1816 y 1866.
- Ópera Estatal de Hesse.

## Deporte

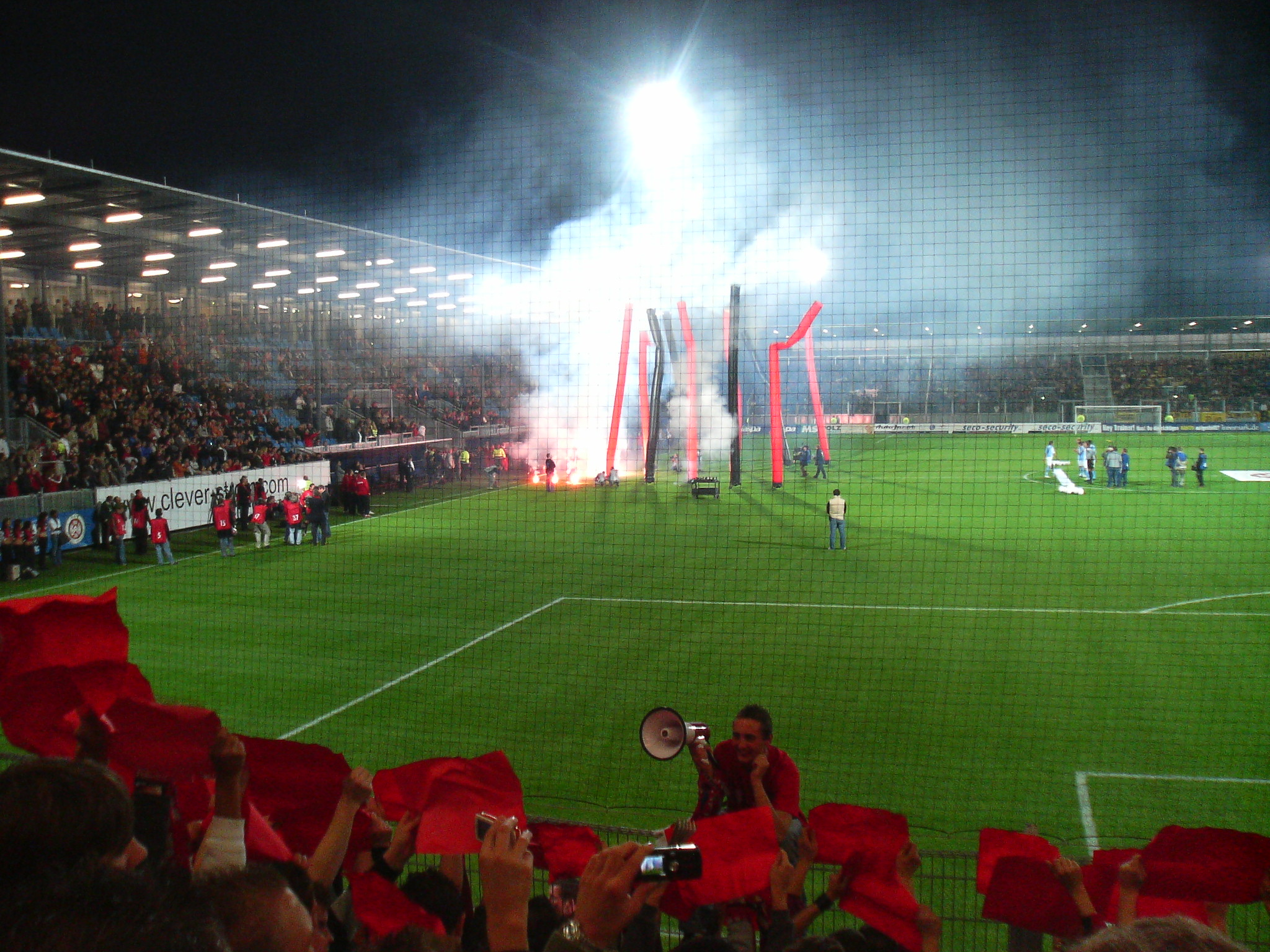
BRITA Arena.

En el fútbol hay varios clubes que han jugado o juegan en ligas superiores. En primer lugar está SV Wehen Wiesbaden, que compite actualmente en la 2. Bundesliga, la segunda categoría del fútbol nacional. Desde que se mudó del Taunusstein, a unos diez kilómetros de Wiesbaden, al comienzo de la temporada 2007/08, el club ha jugado en el BRITA-Arena.
Al lado está el Helmut-Schön-Sportpark, en el que el SV Wiesbaden tiene su tierra natal, que actualmente juega en la liga de grupos de séptima clase Wiesbaden. El FVgg. Kastel 06 jugó en los años 1963-64, 1974-75 y de 1979 a 1983 en la liga de aficionados de tercera clase o Oberliga Hessen amateur. Otros clubes de fútbol importantes en Wiesbaden son el SG Germania Wiesbaden, el FV Biebrich 02 y el SpVgg Nassau Wiesbaden.
El equipo femenino del 1. VC Wiesbaden juega en la Bundesliga, y los hombres del TuS Eintracht Wiesbaden juegan voleibol en la Liga Regional.
Con el primer equipo masculino judoca del Judo Club Wiesbaden 1922 e. V. Wiesbaden ha estado representado en la primera Bundesliga durante varias décadas. La asociación es uno de los primeros tres clubes de judo en Alemania. Otras disciplinas como Ju-Jutsu tienen éxito a nivel internacional y nacional.
John McEnroe y Nico Rosberg, deportistas de nivel internacional, nacieron en Wiesbaden.

## Ciudades hermanadas
- Klagenfurt (Austria)
- Montreux (Suiza)
- Friedrichshain-Kreuzberg (Alemania)
- Gante (Bélgica)
- Fondettes (Francia)
- Liubliana (Eslovenia)
- Kfar Saba (Israel)
- San Sebastián (España)
- Breslavia (Polonia)
- Royal Tunbridge Wells (Reino Unido)
- Görlitz (Alemania)
- Ocotal (Nicaragua)
- Glarus (Suiza)
- Fatih (Turquía)